# Panama na Letních olympijských hrách 2008
Panama se účastnila Letní olympiády 2008. Zastupovalo ji 5 sportovců (3 muži a 2 ženy) v 3 sportech.

## Medailisté
| Medaile | Jméno           | Sport    | Soutěž             |
| ------- | --------------- | -------- | ------------------ |
| Zlato   | Irving Saladino | Atletika | Muži skok do dálky |